# Ädel vilde

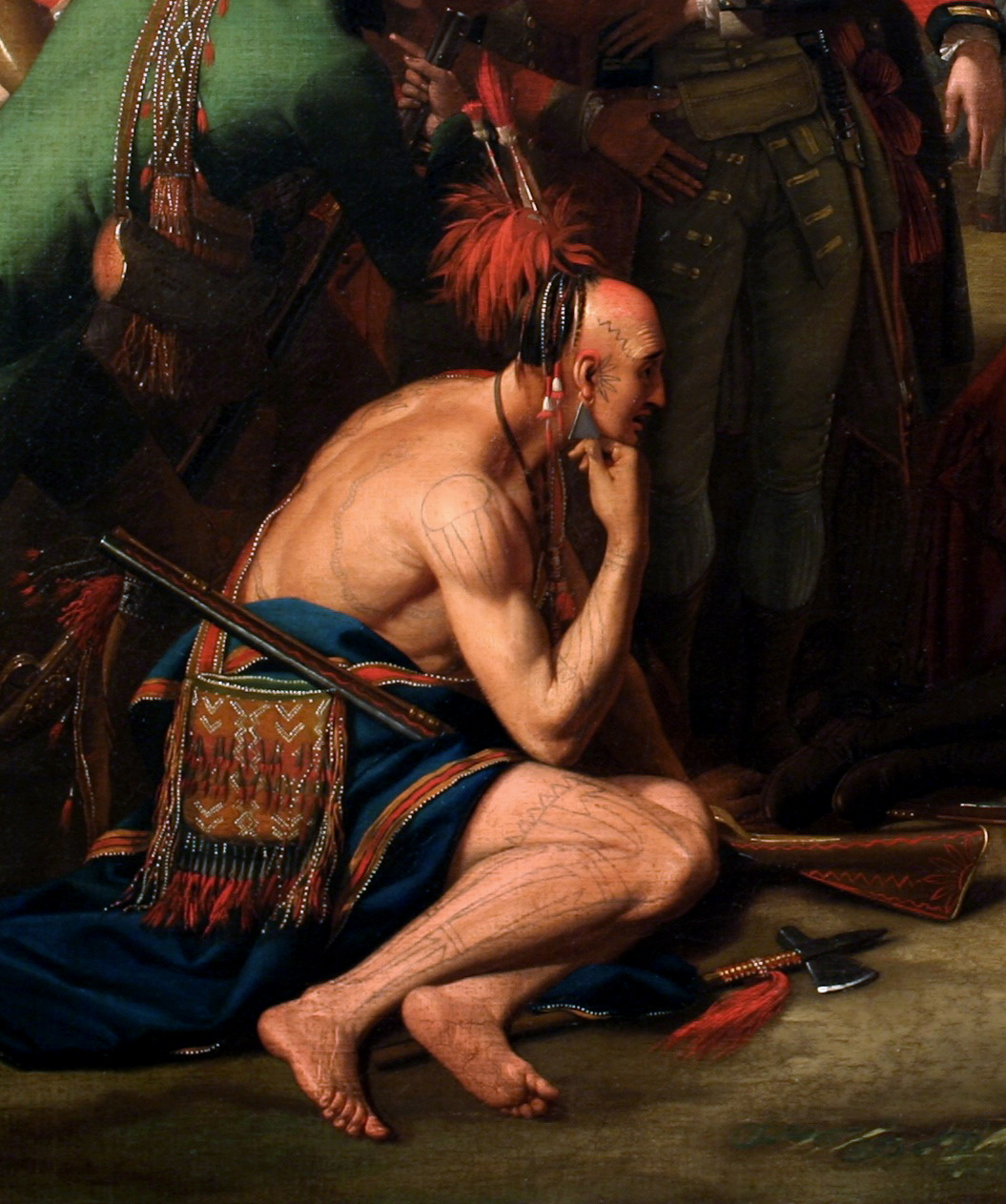
En indian på en tavla av Benjamin West.

Statistik över dödlighet i våld bland män i nutida stamsamhällen, jämfört med västvärlden.

Ädel vilde är en stereotyp uppfattning om naturfolk utanför civilisationen. Idén var framför allt spridd under romantikens primitivism. Enligt idén är dessa "ädla vildar" främmande för sådant som krig och girighet, och att sådana problem uppträtt först under västerlänningars eller andra civiliserade folks inflytande. Idén framfördes av Jean-Jacques Rousseau och påverkade hans syn på uppfostran, som han menade skulle vara fri.

## Kritik
I böckerna Ett oskrivet blad och  The Better Angels of Our Nature kritiserar Steven Pinker teorin om den ädle vilden. Som stöd anför han data som visar att mellan 10 och 60 procent av de manliga dödsfallen berodde på våld i primitiva samhällen i Amazonas eller på Nya Guinea, medan endast någon procent av de manliga dödsfallen i USA och Västeuropa berodde på våld under 1900-talet. En studie av jägar-samlarsamhällen kom fram till att 64 procent av stammarna krigar minst vartannat år.

## Populärkultur
Några sentida skildringar av fenomenet är filmer som Gudarna måste vara tokiga, Dansar med vargar och Avatar.